# Bears Ears National Monument

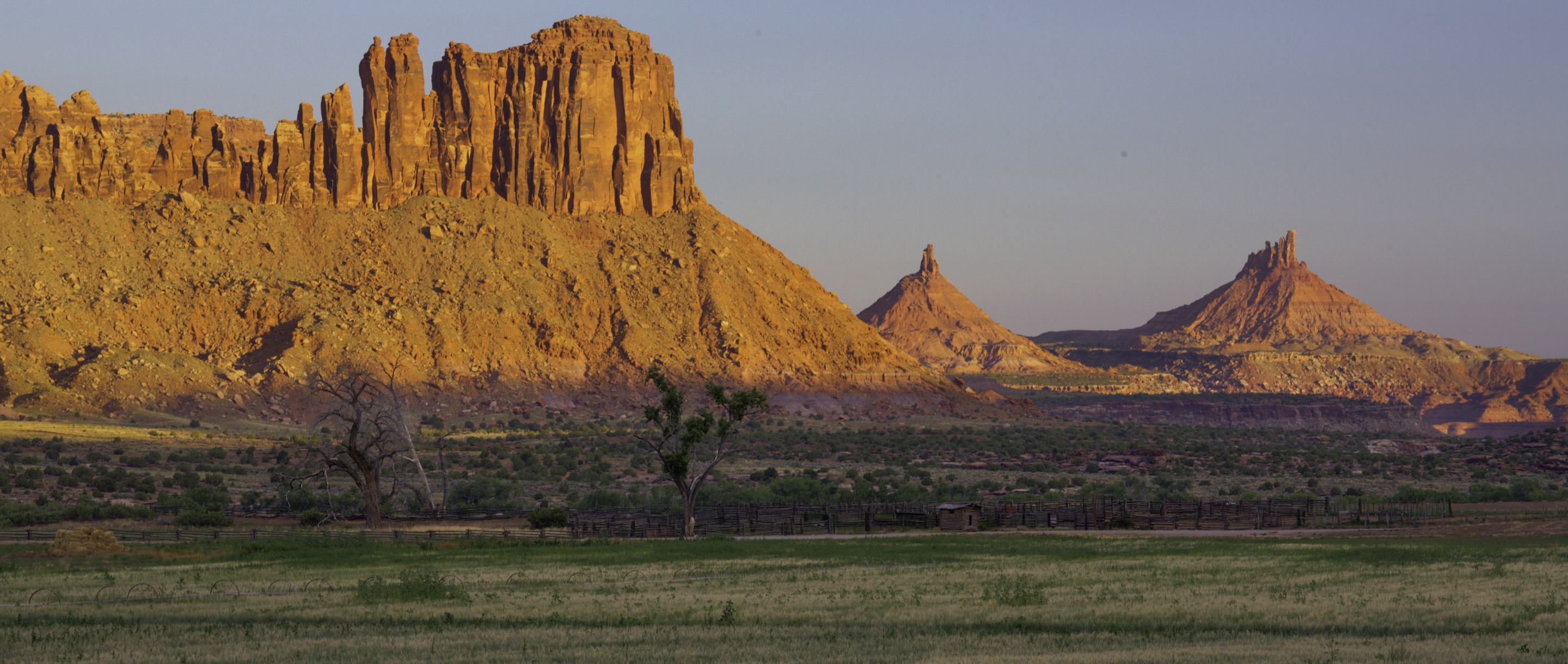
Indian Creek und Sixshooter Peaks

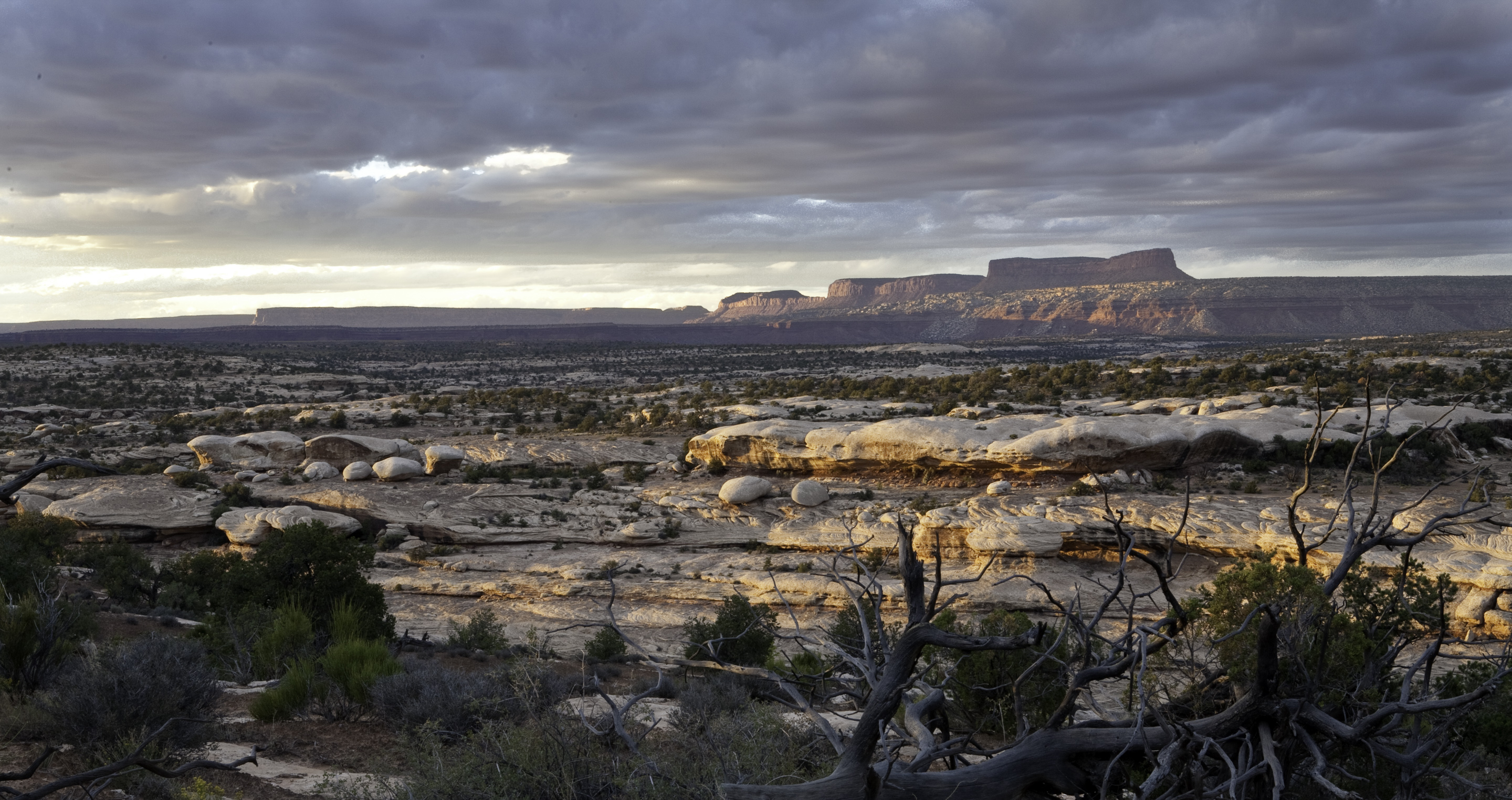
Cedar-Mesa Plains

Das Bears Ears National Monument ist ein US-amerikanisches National Monument im San Juan County im Südosten Utahs. Es wurde durch Präsident Barack Obama durch eine Presidential Proclamation am 28. Dezember 2016 mit einer Flächengröße von 1.351.849 Acres (547.074 ha) ausgewiesen. Die Presidential Proclamation nennt auch den Gebietsnamen in den Sprachen der örtlichen Indianerstämme Hoon’Naqvut, Shash Jáa, Kwiyagatu Nukavachi, Ansh An Lashokdiwe. Das National Monument umfasst Landflächen im Eigentum der US-Regierung um die Tafelberge Bears Ears und den Indian Creek Canyon. Das Bears Ears National Monument wird gemeinsam vom Bureau of Land Management (BLM), dem United States Forest Service (USFS) und den fünf örtlichen Stämmen Navajo Nation, Hopi, Ute Mountain Tribe, Indian Tribe of the Uintah and Ouray Reservation und Zuñi betreut. Bereits vor der Ausweisung als National Monument waren Teile als Wilderness Area ausgewiesen. Das Natural Bridges National Monument wird vom Bears Ears National Monument umschlossen.
Am 4. Dezember 2017 erließ Präsident Donald Trump eine Presidential Proclamation, die Flächengröße um 85 Prozent auf 201.876 Acres (81.696 ha) zu reduzieren. Durch die Flächenreduzierung würde das National Monument aus den beiden Teilflächen Indian Creek und Shash Jáa bestehen. Ein Bundesgericht in Washington D.C. erließ im September 2018 eine einstweilige Anordnung, durch die die Flächenreduzierung vorläufig nicht wirksam wird. Das Bureau of Land Management wird darin verpflichtet alle Eingriffe rechtzeitig vor Beginn den Klägern anzukündigen, so dass Rechtsschutzmöglichkeiten bleiben.
Am 8. Oktober 2021 nahm Präsident Joe Biden mit einer Presidential Proclamation die Flächenreduzierung durch Trump zurück. Er vergrößerte die ursprüngliche Größe des Schutzgebietes um 11.200 Acres, welche Trump bei seiner Reduzierung an anderer Stelle hinzugefügt hatte, auf nun 1,36 Millionen Acres.

## Geschichte des Bears Ears National Monuments

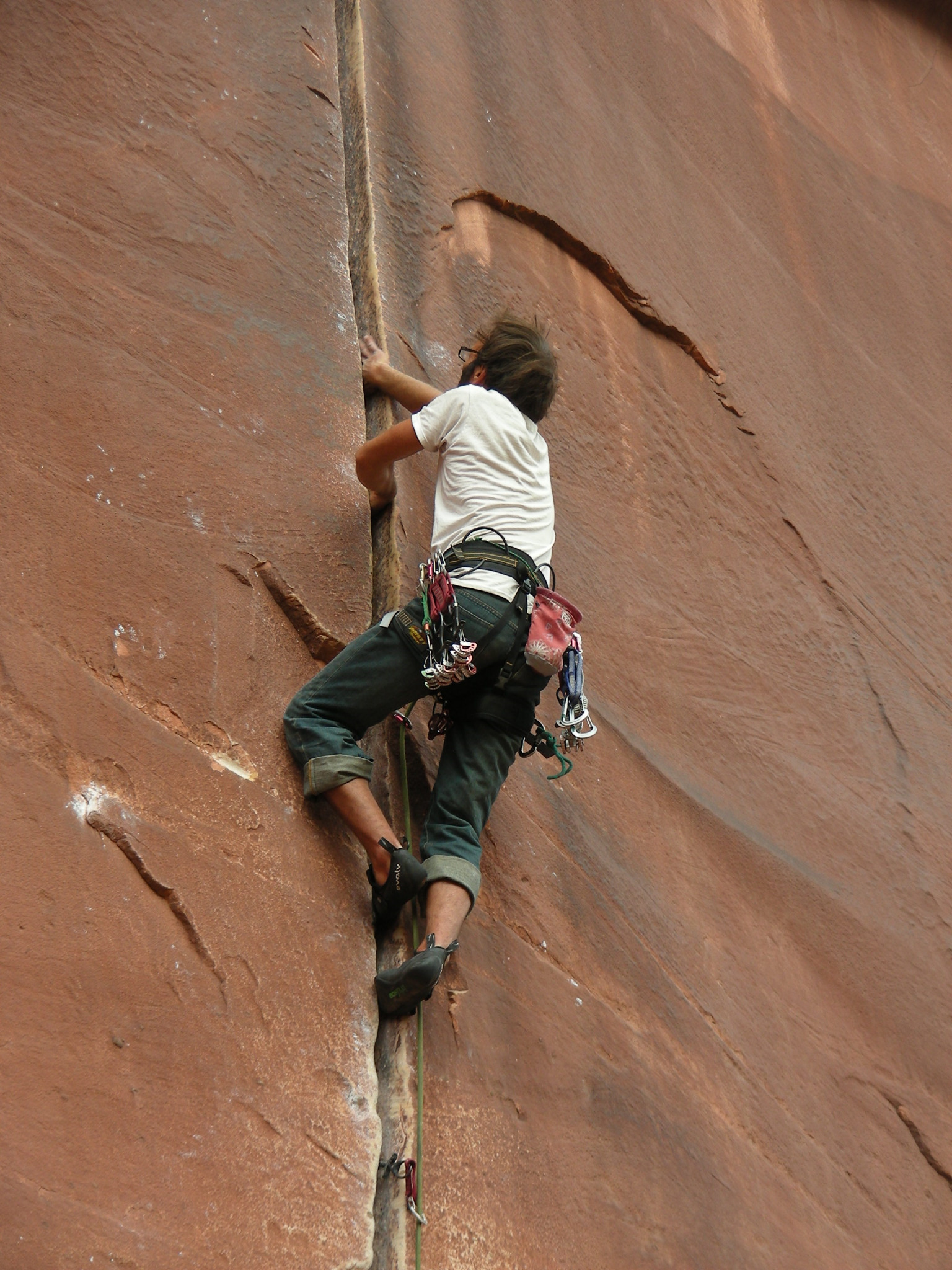
Kletterer im Indian Creek

Die Ausweisung von Bears Ears als Schutzgebiet wurde von Mitgliedern bzw. Mitarbeitern vom Kongress der Vereinigten Staaten vom Innenministerium der Vereinigten Staaten, Politikern aus Utah, Stammesführern und lokalen Naturschützern seit den 1940er Jahren vorgeschlagen. Obamas Presidential Proclamation nennt als Grund der Ausweisung des Bears Ears National Monuments, dass sein kulturelles, prähistorisches und historisches Erbe bewahrt und seine vielfältigen natürlichen und wissenschaftlichen Ressourcen erhalten werden sollen. Das Gebiet umfasst zahlreiche Objekte von historischem und wissenschaftlichem Interesse und bietet Freizeitaktivitäten wie Klettern, Jagen, Wandern, Canyoning, Wildwasser-Rafting, Mountainbiken und Reiten.

## Verwaltung und Flächenbesitz
Von den 1,35 Millionen Acres der ursprünglichen Abgrenzung verwaltete das Bureau of Land Management 1,06 Millionen Acres und der US Forest Service verwaltete 289.000 Acres. Diese Flächen befinden sich im Bundesbesitz. 109.100 Acres Land innerhalb der Ursprungsgrenzen des National Monuments sind im Besitz des Bundesstaates Utah und 12.600 Acres im Privatbesitz. Diese Bundesstaats- und Privatgrundstücke innerhalb der Grenzen des National Monumentes sind nicht Teil des Schutzgebietes. Diese Bundesstaats- und Privatgrundstücke können nur Teil des National Monuments werden, sofern sie freiwillig von den Vereinigten Staaten erworben werden können. Die Ausweisung des National Monuments hat keinen Einfluss auf die Rechte von Eigentümern von Grundstücken, welche sich nicht im Eigentum der USA befinden im oder an den Grenzen des Schutzgebietes.
Im Gebiet des 2016 ausgewiesenen National Monument kaufte der Naturschutzverein The Nature Conservancy (TNC) 1997 die Dugout Ranch und betreibt das Canyonlands Research Center. Die Ranch ist das größte Privatgrundstück im Bears Ears National Monument. Die Dugout Ranch umfasst 5.207 Acres mit zusätzlichen 350.000 Acres angrenzender mit beweideter öffentlichen Weidefläche. Der Naturschutzverein The Wildlands Conservancy kaufte im Juli 2023 das 320 Hektar großes Privatgrundstück Cottonwood Wash an der Südostecke des National Monument, dass vom Bears Ears National Monument umgeben ist, um es dauerhaft als Privat-Schutzgebiet zu sichern.
Das National Monument grenzt im Westen an den Canyonlands-Nationalpark und das Glen Canyon National Recreation Area.

## Tierarten

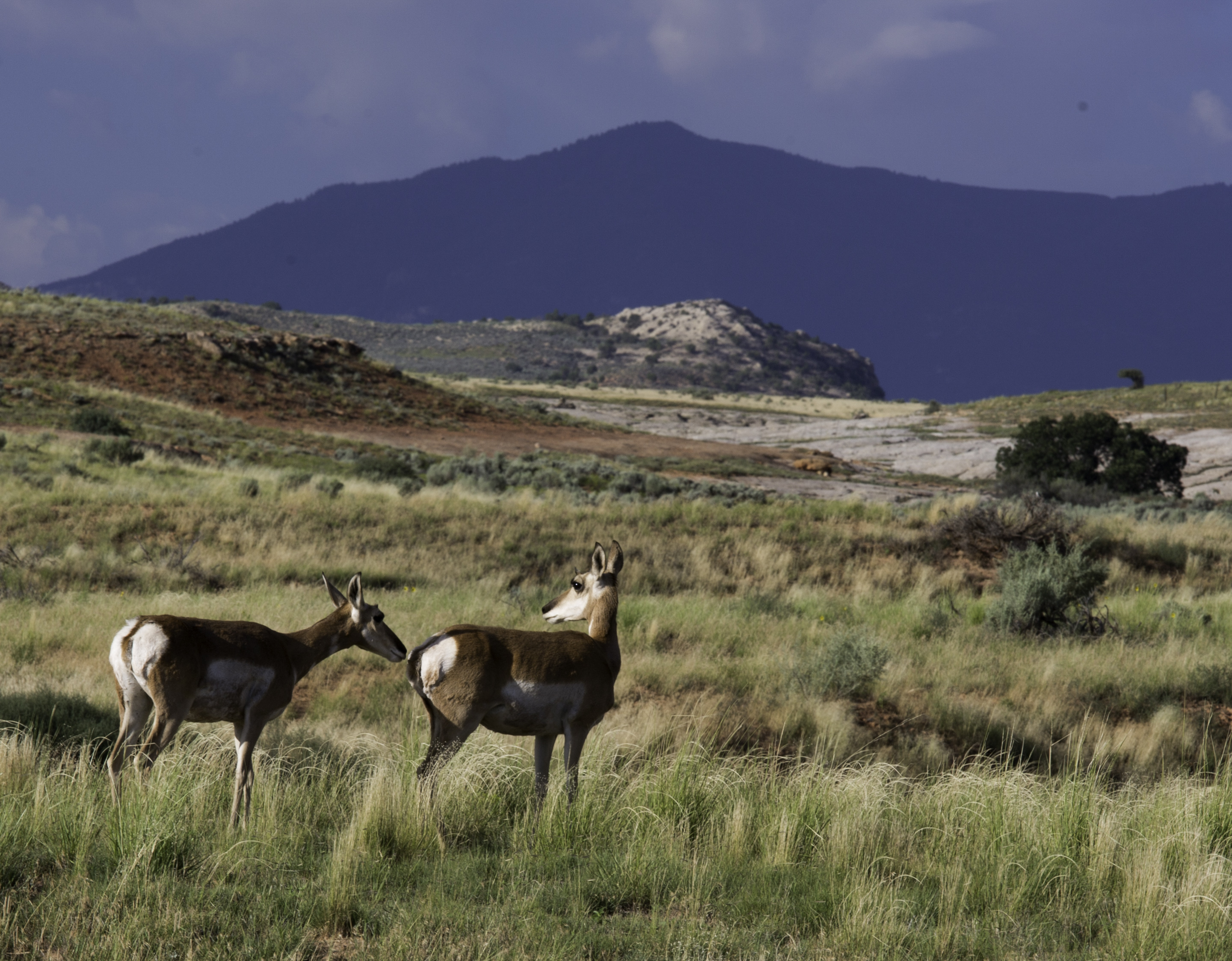
Gabelböcke im Indian Creek

Unter den Säugetierarten im Gebiet befinden sich Gabelbock, Wapiti, Maultierhirsch, Dickhornschaf, Audubon-Baumwollschwanzkaninchen, Eselhase, Präriehunde, Gebirgs-Taschenratte, Weißschwanz-Antilopenziesel, Colorado-Streifenhörnchen, Canyon Maus, Silberdachs, Kojote, Graufuchs, Rotluchs, Puma und Schwarzbär. Bis ins 19. Jahrhundert kam auch der Bison vor.
Es kommen die Greifvogelarten Weißkopfseeadler, Steinadler, Habicht, Rotschwanzbussard, Königsbussard, Hudsonweihe, Wanderfalke und Buntfalke vor. Die beiden Eulenarten Virginia-Uhu und Ponderosa-Zwergeule sind im Gebiet zu finden. Weitere Vogelarten sind Truthuhn, Kiefernsaftlecker, Falkennachtschwalbe, Weißbrustsegler, Veilchenschwalbe, Carolinataube, Nacktschnabelhäher und Felsenzaunkönig.
Unter den Schlangenarten kommen Arten wie die Westliche Klapperschlange und die Gestreifte Peitschennatter vor.
Man fand 15 Fledermausarten wie die Silberhaarfledermaus, Gefleckte Fledermaus, Townsend-Langohr, Wüstenfledermaus und Große Freischwanzfledermaus im Schutzgebiet.

## Archäologische und paläontologische Fundstellen

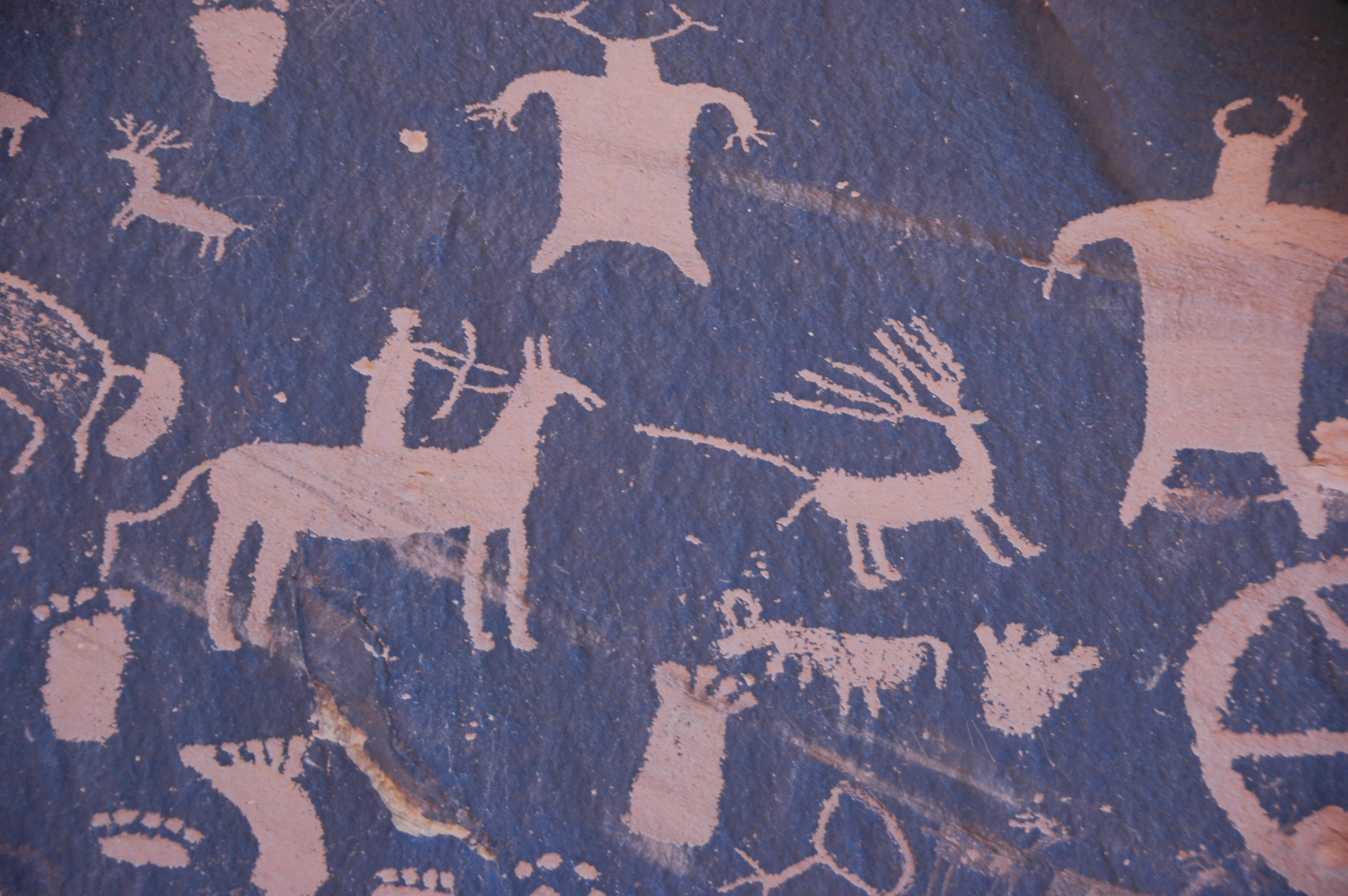
Petroglyphen am Newspaper Rock

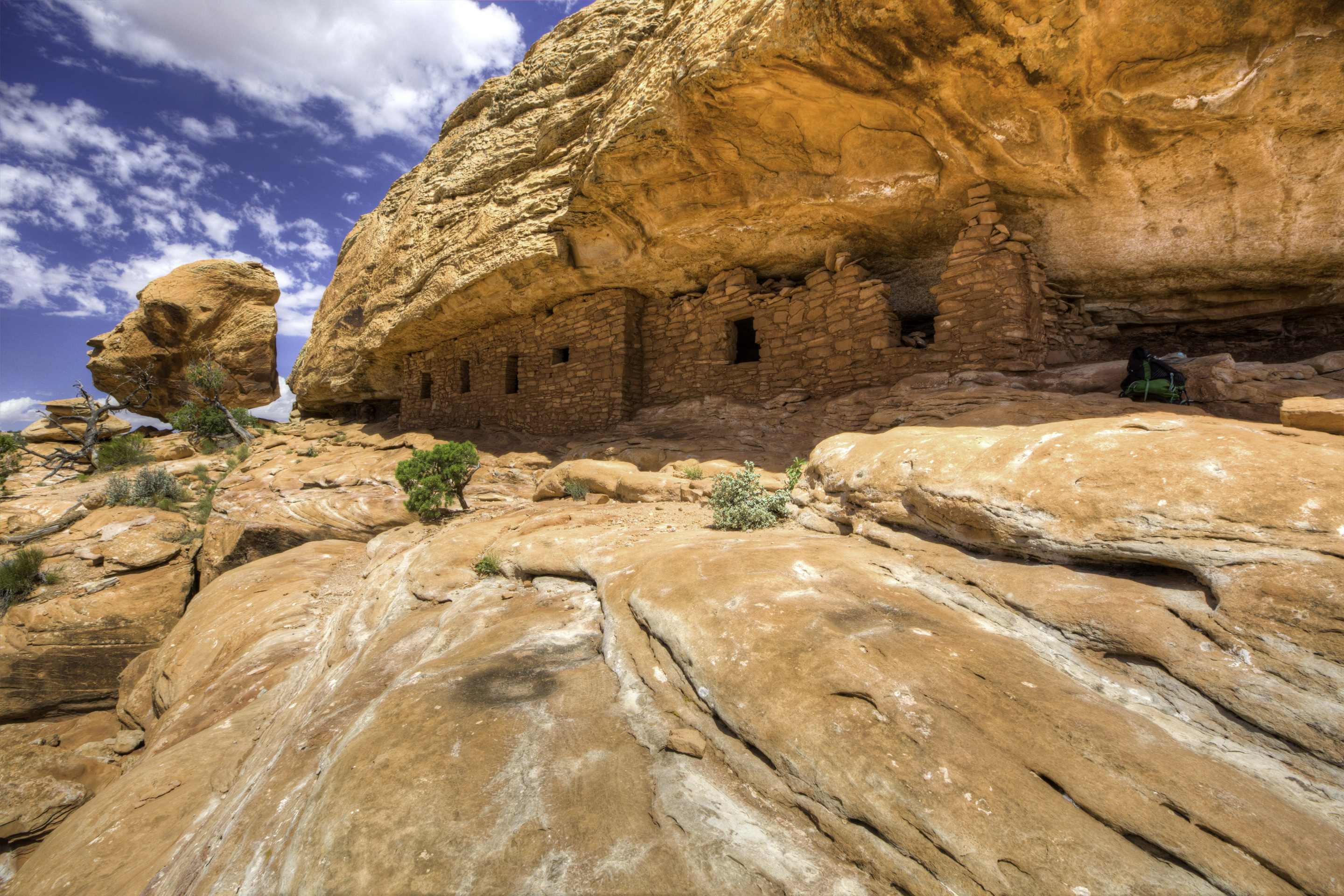
Cedar-Mesa-Ruinen

Im Bereich des von Obama ausgewiesenen Bears Ears National Monument liegen 9.000 nachgewiesene archäologische Fundstellen und es werden 100.000 archäologische Fundstellen vermutet. Die Funde reichen von der Clovis-Kultur, etwa 9050 bis 8850 v. Chr., beginnend bis zur Zeit der weißen Siedler. Frühe Indianer haben Petroglyphen hinterlassen. Insbesondere finden sich zahlreiche Fundstellen der Anasazi mit Ruinen von Pueblos im Gebiet.
Weiße Siedler zogen durch das Gebiet. Auf ihren Routen wie dem Hole-in-the-Rock-Trail haben sie Teile der Felsoberfläche der Wege geglättet. Auch Reste von Hütten, Viehkoppeln und Inschriften im Fels zeugen vom Leben der Viehzüchtern, Prospektoren und frühen Archäologen im Bears Ears Gebiet. Gesetzlose haben ein verschlungenes Wegenetz geschaffen, das als Outlaw Trail bekannt ist. Der Outlaw Trail soll auch von Butch Cassidy und Sundance Kid benutzt worden sein. Diese Geächteten nutzten die unübersichtliche Gegend, einschließlich des Hideout Canyon (übersetzt=Versteck-Canyon), als Versteck.
Im Bereich der Ursprungsfläche gibt es zudem viele Funde von Fossilien. Bears Ears gehört zu den reichsten und bedeutendsten Fossilienfundstellen der Vereinigten Staaten. Hervorzuheben ist der Arch Canyon, der von Fossilien übersät ist. Fossilien dort geben Einblicke in den Übergang des Wirbeltierlebens von Reptilien zu Säugetieren und von Meer zu Land. Es wurden zahlreiche Fossilien aus der Perm-Zeit entdeckt, sowie andere Fossilien aus dem späten Paläozoikum. In der Chinle-Gesteinsformation am Comb Ridge um Indian Creek aus dem Trias fand man Phytosauria- und Dinosaurierfossilien. Paläontologen haben neue Arten von pflanzenfressenden, krokodilartigen Reptilien und Massengräbern von Sauropoden sowie Krokodile und andere Dinosaurierfossilien identifiziert. Versteinerte Spuren früher Tetrapoden, versteinerte Farne, Schachtelhalme und Palmfarne können im Valley of the Gods und im Indian Creek gefunden werden. Die Chinle-Formation und die Wingate-, Kayenta- und Navajo-Formationen darüber, bieten eine der besten kontinuierlichen Aufzeichnungen des Trias-Jura-Übergangs in der Welt. Die Funde dort geben Einblick wie Dinosaurier terrestrische Ökosysteme dominierten und wie sich unsere Säugetier-Vorfahren entwickelten. In pleistozänen Epochensedimenten haben Wissenschaftler Spuren von Mammuts, Bären, Bodenfaultieren, Primaten und Kamelen gefunden.

## Flächenreduzierung durch Präsident Trump

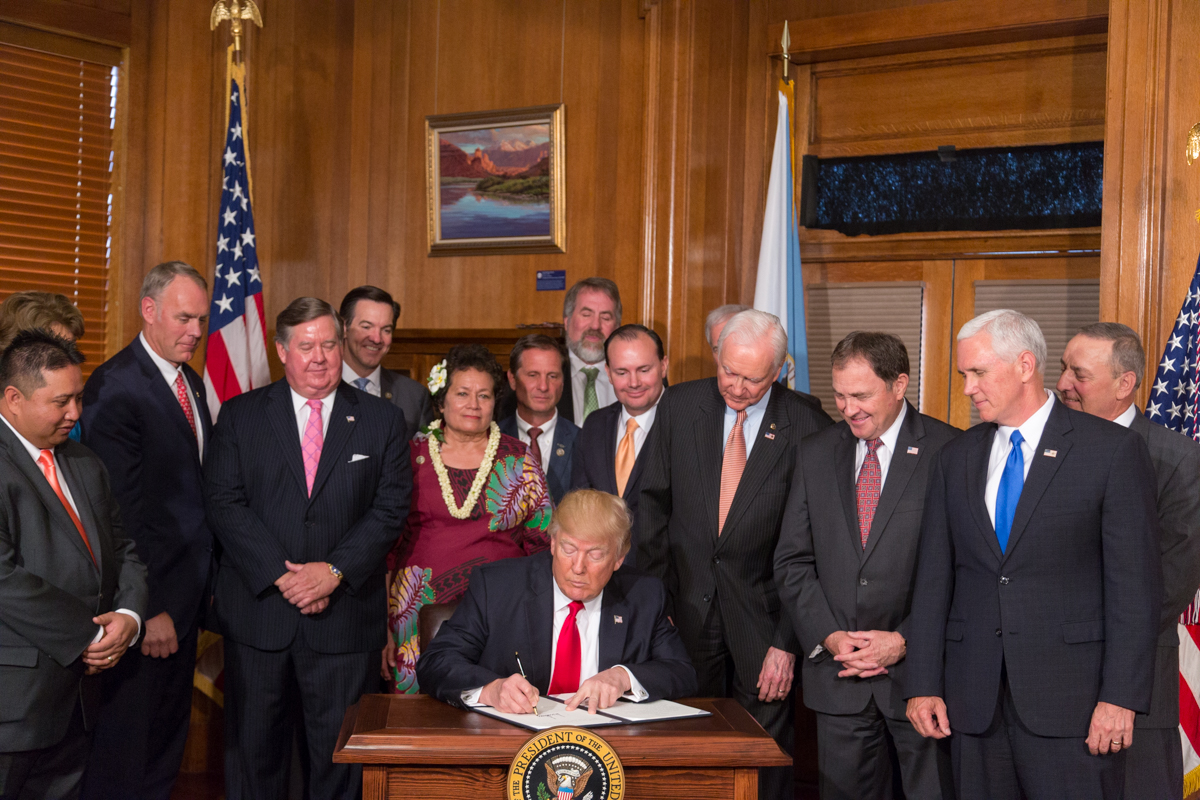
Präsident Trump bei der Unterzeichnung der Executive Order 13792

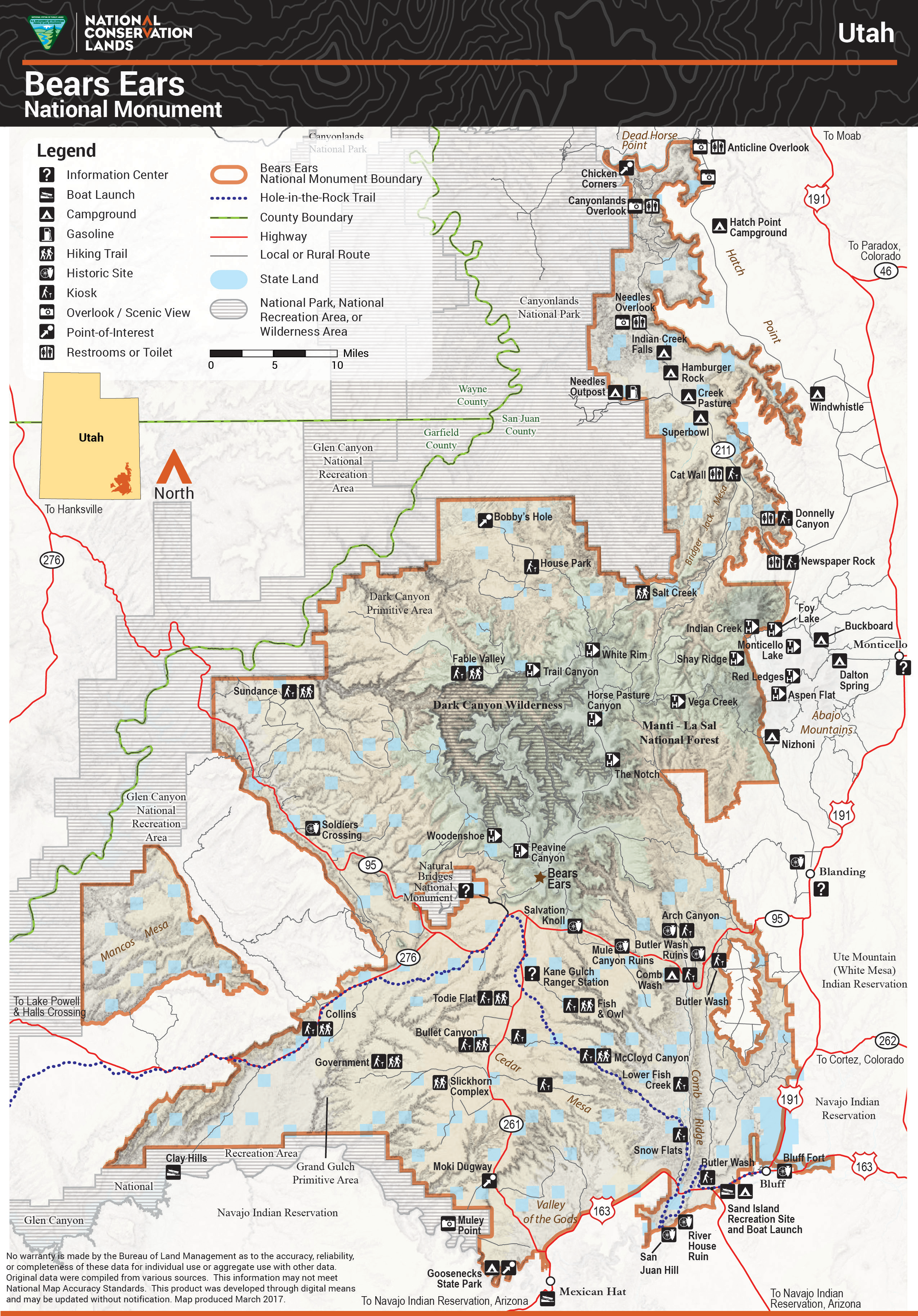
Karte vom Bears Ears National Monument nach Ausweisung 2016

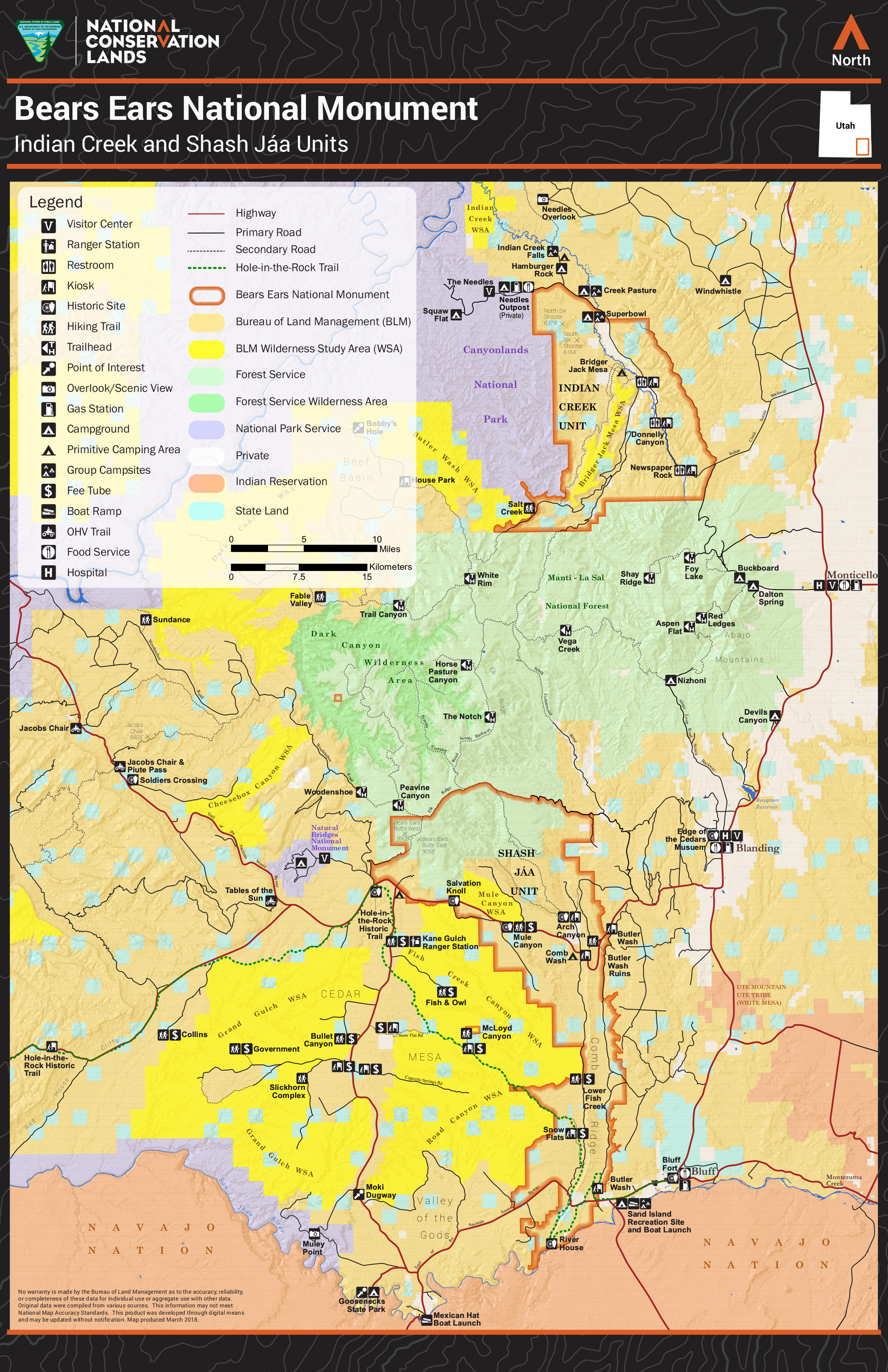
Karte Bears Ears National Monument nach Flächenreduzierung durch Präsident Trump 2018

Karte Bears Ears National Monument nach Flächenvergrößerung durch Präsident Biden 2021

Nach der Ausweisung des Bears Ears National Monuments 2016 gab es massiven Widerspruch von Politikern der Republikaner, wie dem Gouverneur des Bundesstaates Utah Gary R. Herbert, Geschäftsleuten und Ranchern. Schon direkt nach der Ausweisung im Dezember 2016 hielten es einige Beobachter für möglich, dass ein gewählter Präsident Donald Trump oder andere Republikaner versuchen würden, die Ausweisung aufzuheben, obwohl es für den Präsidenten keinen eindeutigen gesetzlichen Mechanismus gibt, dies einseitig durchzuführen.
Am 26. April 2017 hatte Präsident Trump mit Executive Order 13792 das Innenministerium der Vereinigten Staaten angewiesen, die Flächengröße von 27 National Monuments, welche nach dem 1. Januar 1996 ausgewiesen wurden und mindestens 100.000 Hektar Flächengröße haben, zu überprüfen. Am 10. Juni 2017 legte Innenminister Ryan Zinke einen Zwischenbericht zur Executive Order 13792 vor und forderte, die Flächengröße vom Bears Ears National Monument zu reduzieren. Am 24. August legte Zinke den Abschlussbericht zur Executive Order 13792 vor. Der Abschlussbericht forderte die Flächenreduzierung vom Bears Ears National Monument, Cascade-Siskiyou National Monument, Gold Butte National Monument, Grand Staircase-Escalante National Monument, Pacific Remote Islands Marine National Monument und Rose Atoll Marine National Monument. Ferner sollen bei allen geprüften National Monuments mehr traditionelle menschliche Nutzungen wie Beweidung, Holzeinschlag, Kohleabbau und kommerzielle Fischerei innerhalb der Schutzgebiete zugelassen werden. Zinke begründete dies damit, dass Präsidenten in den letzten Jahrzehnten zu weit gegangen seien, um kommerzielle Aktivitäten in den National Monuments einzuschränken. Dieser Bericht schlug auch vor zu überprüfen, ob Camp Nelson, Ausbildungs-Camp für Afroamerikaner im Amerikanischen Bürgerkrieg, Medgar Evers Home und Badgers-Two Medicine mit einer Flächengröße von 130.000 acres im Lewis and Clark National Forest als National Monumente ausgewiesen werden sollen.
Die Flächenreduzierung durch Präsident Trump am 4. Dezember 2017 ist umstritten und betrifft neben dem Bears Ears National Monument auch das Grand Staircase-Escalante National Monument. Die Berechtigung zur Flächenreduzierung wird gerichtlich geklärt. Die Flächenreduzierung wurde als Sieg von Öl- und Bergbaufirmen mit der Republikanischen Partei über Umweltschützer und Indianerstämme gesehen. Im Bereich der Flächenreduzierung liegen Vorkommen von Erdöl, Uran und Steinkohle. In der Geschichte der USA wurden sechzehn National Monumente von US-Präsidenten achtzehnmal in der Flächengröße reduziert. Seit 1962 kam es zu keiner Flächenreduzierung mehr. Trumps Flächenreduzierung der beiden National Monumente ist die größte Reduzierung der US-Geschichte. Es wurden drei verschiedene Klagen gegen diese Reduzierung eingereicht. Sie wurden von den fünf örtlichen Indianerstämmen, dem Outdoor-Bekleidungsunternehmen Patagonia und verschiedenen Natur- und Umweltschutzverbänden eingereicht. Bei diesen Nichtregierungsorganisationen (NGOs) handelt es sich um The Access Fund, The Wilderness Society, Sierra Club, Defenders of Wildlife, Southern Utah Wilderness Alliance, WildEarth Guardians, Society of Vertebrate Paleontology, National Trust for Historic Preservation, National Parks Conservation Association, Center for Biological Diversity und Natural Resources Defense Council. Laut der Klagen ist die Flächenreduzierung von Trump rechtswidrig.
Am 4. Dezember 2017 brachten die Abgeordneten der Republikanischen Partei aus Utah John R. Curtis, Rob Bishop, Chris Stewart und Mia Love im Kongress der Vereinigten Staaten einen Gesetzentwurf ein, um aus den beiden Teilflächen des Bears Ears National Monument das Shash Jáa National Monument und das Indian Creek National Monument zu machen. Shash Jáa soll von einem siebenköpfigen Rat verwaltet werden, darunter vier Ratsmitglieder von indianischen Stämmen, während Indian Creek von einem fünfköpfigen Rat mit nur einem Mitglied der Indianer verwaltet werden würde.
Später enthüllte die Presse, dass Trump den Zugang zu Öl- und Gasreserven im Gebiet in den Mittelpunkt seiner Entscheidung zur Flächenreduzierung stellte. Insbesondere setzte sich auch ein Uranbergbauunternehmen bei der Trump-Administration dafür ein, das Bears Ears National Monument zu verkleinern, damit es innerhalb der ursprünglichen Grenzen Uran abbauen könnte. Nach der Flächenverkleinerung wurde es von motorisierten Fahrzeugen und Touristen überrannt. Dadurch waren bedeutende kulturelle Artefakte bedroht.

## Wiederherstellung und Vergrößerung durch Präsident Biden
An seinem ersten Tag im Amt unterzeichnete Präsident Joe Biden eine Executive Order, in der er eine Überprüfung der Reduzierung der Flächengröße der National Monuments Bear Ears und Grand Staircase-Escalante durch das Innenministerium forderte. Die Bears Ears Inter-Tribal Coalition hat Biden immer wieder aufgefordert, das Bears Ears National Monument nicht nur in seiner ursprünglichen Größe wiederherzustellen, sondern es auf die 1,9 Millionen Acres zu erweitern, die Flächengröße, welche die Bears Ears Inter-Tribal Coalition ursprünglich Präsident Obama vorgeschlagen hatte. Anfang April 2021 besuchte die Innenministerin Deb Haaland persönlich das Gebiet.
Am 8. Oktober 2021 nahm Präsident Biden mit einer Presidential Proclamation die Flächenreduzierung durch Trump zurück. Er vergrößerte die ursprüngliche Größe um 11,200 Acres, welche Trump bei seiner Reduzierung an anderer Stelle hinzugefügt hatte, auf nun 1,36 Millionen Acres. Der United States Forest Service (USFS) wurde die Betreuung der Waldflächen durch den Manti-La Sal National Forest zugewiesen. Das BLM betreut den Rest der Flächen als Teil des National Landscape Conservation System. Ein Management Plan wird unter Beteiligung aller örtlichen Akteure, darunter die lokalen Gemeinden, dem Staat Utah, der Indianer Stämme der Bears Ears Intertribal Commission, erarbeitet. Dazu gründet man eine Bears Ears Commission.
Um die Schutzzwecke des Monuments zu fördern, soll der Innenminister ferner den Abschluss einer Vereinbarung mit dem Staat Utah prüfen, in der die Bedingungen für einen Landtausch mit Land das dem Staat Utah gehört und von der Utah School and Institutional Trust Lands Administration innerhalb der Grenzen des Monuments verwaltet wird, gegen Land von ungefähr gleichem Wert, das vom BLM außerhalb der Grenzen des Monuments verwaltet wird, festgelegt werden. Bestehenden Genehmigungen oder Pachtverträgen zur Beweidung mit Vieh bleiben bestehen. Sollten Weidegenehmigungen oder Pachtverträge von den bisherigen Inhabern freiwillig aufgegeben werden, so wird die Beweidung mit Vieh eingestellt. Das Grünfutter dieser Flächen darf nicht mehr genutzt, es sei denn, USFS und BLM stellen ausdrücklich fest, dass eine solche Nutzung die Ziele der Presidential Proclamation fördert. Das BLM plant, zusätzliche Ranger für die Region abzustellen, eine angemessene Beschilderung und Infrastruktur aufzubauen. Die Möglichkeiten zum Aufbau für ein Besucherzentrum für Bears Ears soll geprüft werden.

## Sonstiges

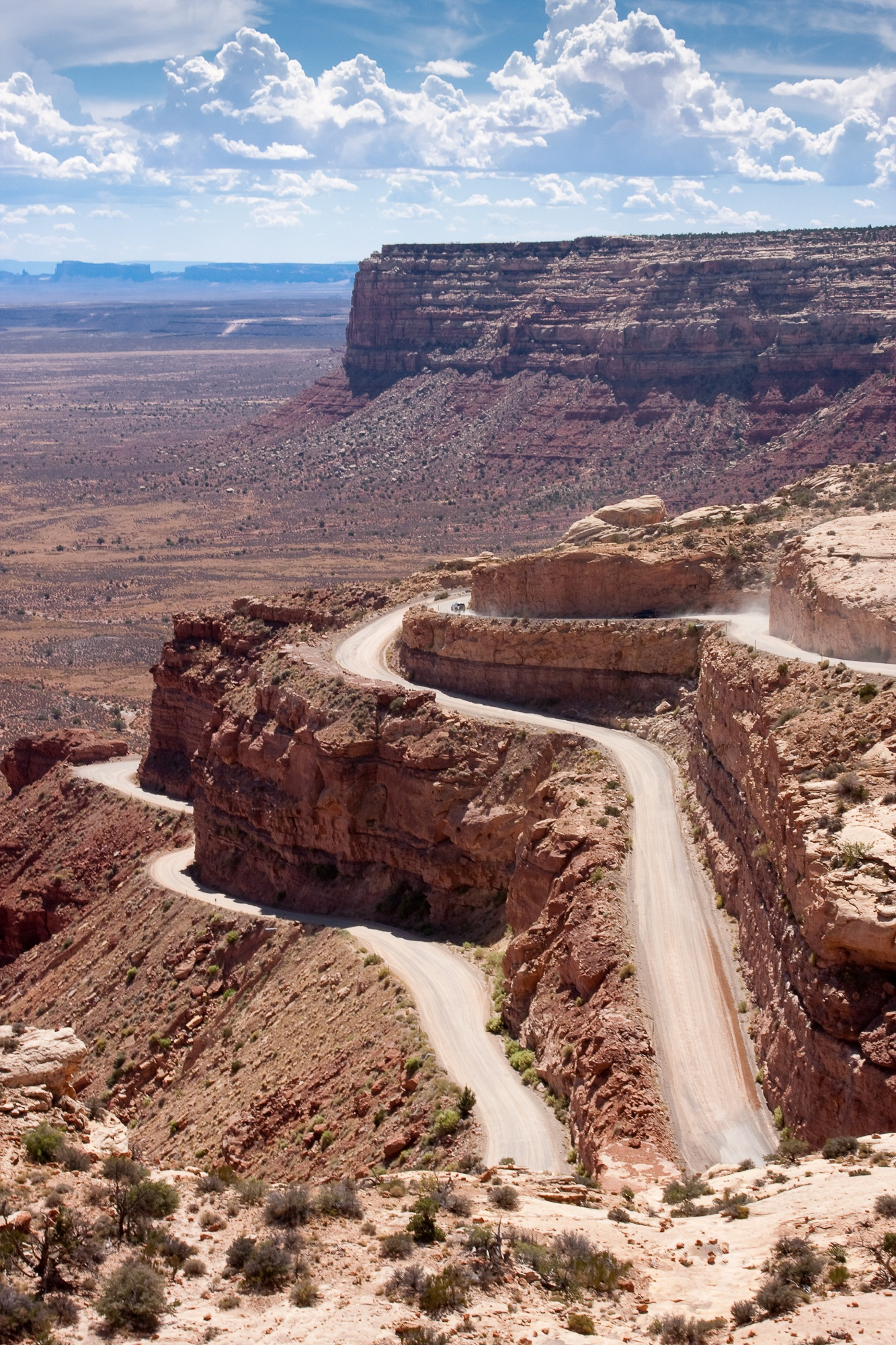
Moki Dugway

Durch das Bears Ears National Monument führt der Highway Utah State Route 261. Ein Abschnitt des Highways wird Moki Dugway genannt. Dieser Abschnitt überwindet auf einer Länge von 4,8 km eine Höhe von 335 m. In ihrem oberen Teilstück ist die Straße unbefestigt, im unteren Bereich jedoch asphaltiert.